# 저스틴 윌리엄스
저스틴 윌리엄스(영어: Justin Williams, 1981년 10월 4일 ~ )는 캐나다의 은퇴한 아이스하키 선수로 현역 시절 포지션은 라이트윙이다.